# Dansul milioanelor
Dansul milioanelor este o piesă de teatru a autorului român Victor Eftimiu. Este o comedie în cinci acte. A apărut în 1922 în perioada interbelică la editura Socec din București.

## Prezentare
Lizi dorește să se mute cu Camil  dar acesta o tot amână spunând că-i mai trebuie bani să cumpere un apatament. Camil Valonidy este un tânăr ziarist care îl șantajează pe bancherul Swarz publicând la ziarul Amurgul sub pseudonimul Caron un articol compromițător la adresa bancherului. Acesta este de acord să-i dea 30000 de lei pentru ca a doua zi să fie publicată o dezmințire, dar apoi revine în odaia lui Camil împreună cu un comisar și agenți pentru a-l aresta. Bancherul i-a dat bani însemnați cu cruciulițe roșii la colțuri. 

## Personaje
- Camil Valonidy, ziarist, 30 de ani
- Swarz, bancher, 60 de ani
- Păsărica, pictor, 40 de ani
- Costel Emilian, avocat, 35 de ani
- Comisarul
- François
- Lizi, prietena lui Camil
- Coco
- Agenți, invitați
- Lăutari
- Delegația epiroților

## Teatru radiofonic
- Dansul milioanelor -  regia Paul Stratilat, cu Radu Beligan, Rodica Suciu, Ion Lucian, Didona Popescu, Ștefan Mihăilescu-Brăila, Nicolae Gărdescu, George Simion, Valeria Gagealov.